# Phyllonorycter lantanae
Phyllonorycter lantanae là một loài bướm đêm thuộc họ Gracillariidae. Nó được tìm thấy ở Nam Phi.
Ấu trùng ăn Lantana, bao gồm Lantana rugosa. Chúng ăn lá nơi chúng làm tổ.